# 许利娅·申尤尔特
许利娅·申尤尔特（土耳其語：Hülya Şenyurt，1973年11月10日—），土耳其女子柔道运动员。她曾代表土耳其参加1992年和1996年夏季奥林匹克运动会柔道比赛，其中1992年奥运会获得一枚铜牌。